# Багаев, Дэги Имранович
Дэ́ги (Деги) Имра́нович Бага́ев (27 мая 1942, Харсеной, Чечено-Ингушская АССР — 25 мая 2015, Астрахань) — советский и российский тренер по вольной борьбе, мастер спорта СССР, Заслуженный тренер СССР и России.

## Биография
Родился в селении Харсеной Чечено-Ингушской АССР в семье учителя. В 1944 году вместе с семьей был депортирован в Казахстан. В 15 лет начал заниматься вольной борьбой. Его первым тренером был Пётр Матущак. В 1958 году переехал в Грозный и продолжал тренироваться под руководством Супьяна Лечиевича Зубайраева.

## Спортивная деятельность
Один из основоположников чеченской школы вольной борьбы. Стал призёром первенства РСФСР среди юношей. В 1960 году стал чемпионом ЦС ДСО «Урожай». В том же году стал мастером спорта СССР. Окончил Высшую школу тренеров при институте физической культуры в Москве. В 1962 году стал членом сборной команды СССР.
С 1963 года служил в армии, где продолжал усиленно тренироваться. В 1964 году выиграл зональный чемпионат РСФСР.

## Тренерская работа
В 1965 году в Воронеже команда борцов, которую он тренировал, на первенстве СССР среди вузов заняла второе общекомандное место. В том же году в Грозном состоялась встреча команды борцов сельхозинститута Алма-Аты, которую тренировал Багаев, со сборной Чечено-Ингушской АССР. Его воспитанники выиграли встречу со счетом 10:0. После этого Багаев был приглашён руководством республики на тренерскую работу в Грозный.
Вскоре его работа дала первые результаты. Первыми призёрами чемпионатов России в 1967—1968 годах стали его воспитанники Алихан Джамалдинов и Саид Абдуллаев. В 1969 году Баутдин Дудуев и Саид Абдуллаев выиграли первенство РСФСР среди юношей. Тогда же Багаеву было присвоено звание «Заслуженный тренер РСФСР».
В 1970 году Салман Хасимиков стал чемпионом Европы среди молодёжи. В 1973 году в Алма-Ате на первенстве СССР среди юниоров три золотые и одну серебряную медаль завоевали Хасан Орцуев, Салман Хасимиков, Алихан Джамалдинов, В. Ахмедов. И в этом же году две золотые медали на чемпионате мира среди молодёжи в США завоевали Хасимиков и Орцуев.
В 1976 году Асланбек Бисултанов выиграл чемпионат СССР в Одессе и чемпионат Европы в Стамбуле. В 1977 году в Лозанне (Швейцария) Асланбек стал чемпионом мира. За эти достижения Багаеву было присвоено звание «Заслуженный тренер СССР». На летней Спартакиаде народов СССР 1979 года воспитанники Багаева завоевали 8 медалей, из них 4 — золотые. Хасан Орцуев и Салман Хасимиков завоевали по две золотые медали, Асланбек Бисултанов получил серебро, а бронзовым призёром стал Руслан Бадалов. Чемпионом Европы стал Тарам Магомадов.
За десять лет работы старшим тренером Северо-Кавказского военного округа Багаев воспитал многих чемпионов Вооружённых сил СССР. Команда СКВО была бессменным чемпионом Вооружённых Сил.
Воспитал более 150 мастеров спорта России и СССР, среди которых более 20 мастеров спорта международного класса, из них 5 заслуженных мастеров спорта. Некоторые из его воспитанников сами стали заслуженными тренерами СССР и России. Это Алихан Джамалдинов, Алхазур Ильясов, Баху Ахмедов, Жаа Умаров и другие. Алихан Джамалдинов основал школу борьбы в Хасавюрте. Среди его воспитанников братья Сайтиевы, Бувайсар (трёхкратный олимпийский чемпион) и Адам (олимпийский чемпион).
Работал старшим тренером в Спортивном клубе «Арена» Департамента образования Москвы. Помогал обездоленным детям Чечни.

## Награды
Багаев награждён орденом Трудового Красного Знамени. В 2012 году награждён медалью FILA за выдающиеся заслуги. В 2013 году Д. Багаеву вручена высшая награда Парламента ЧР — орден «За развитие парламентаризма в ЧР».

## Память

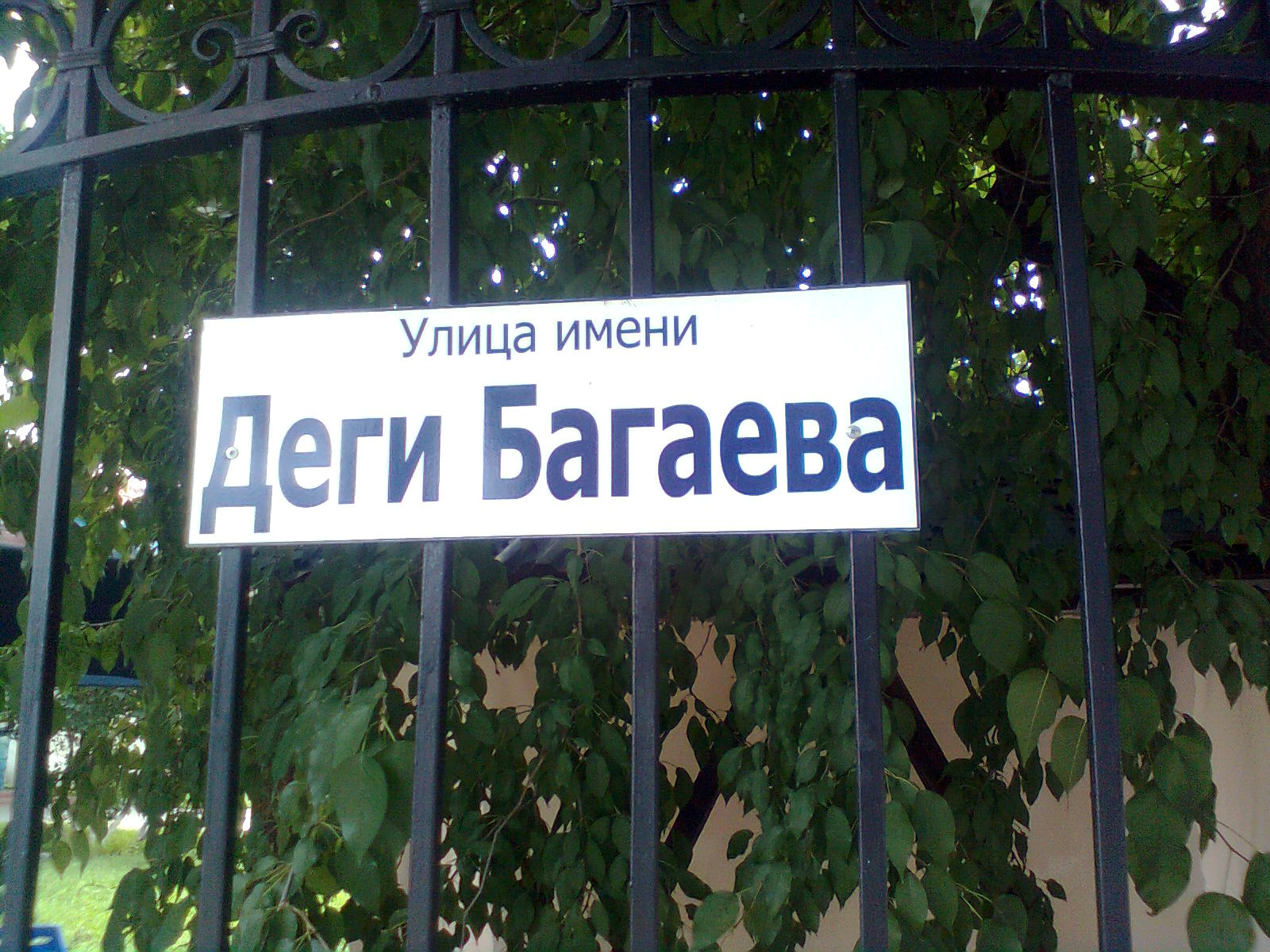
Улица имени Дэги Багаева в Грозном

- Одна из улиц Грозного рядом со стадионом «Динамо» была названа его именем.
- 2 августа 2015 года именем Багаева была названа улица в станице Троицкая[1].
- В Грозном проводится всероссийский турнир памяти Дэги Багаева[2].